# Mirinzal
Mirinzal est une municipalité brésilienne située dans l'État du Maranhão.